# La ley del silencio (серија)
 (срп. Закон ћутања) америчка је теленовела, продукцијске куће Телемундо, снимана током 2005.

## Синопсис
Четири године након што се определио да буде свештеник, Хавијер се сусреће са Наталијом, својом некадашњом љубави, која се вратила у Хјустон како би га замолила за посебну услугу: да обави церемонију њеног црквеног венчања са човеком кога воли. Хавијер прихвата, без обзира на јачину својих осећања која се буде присуством њене близине. Међутим, тренутак пре него што су младенци проглашени венчанима, Магдалена, невестина сестра, устаје како би саопштила да је трудна и да је отац детета које носи ни мање ни више него Фернандо, Наталијин вереник. Венчање се отказује, младожења је бесан, и након неколико минута Магдалена је откривена у несвести, готово у предсмртном стању. Фернандо је ухапшен, једини је осумњичени. Наталија напушта своју кућу и прелази да живи код Хавијера који јој нуди потпуну заштиту. Та заједница, полако али сигурно, проживљава осећања која су се чинила заборављњним, но никада се нису упустили у јаче односе при чијем достизању их је спречавала Хавијерова вера према Фернанду која је толико велика и чиста колико и сама његова вера према црквеној служби.
Наталија се бори како би заборавила своју стару љубав и труди се доказати невиност свог вереника у кога слепо верује, док јој се рођена сестра за чију је несрећу он оптужен налази у коми. Доласком суђења, Магдалена се буди и потврђује судији да Фернандо јесте особа која ју је напала. Тада Хавијер, видећи превареном једину жену коју је истински волео, увиђа да му живот даје последњу љубавну прилику, те се двоуми да ли наставити свештенички живот или оставити све због љубави. Међутим, ни он а ни Наталија, ни не слуте да је све што их је поново спојило у ствари само Магдаленин план којим је желела да раздвоји своју сестру од човека у кога је одувек била заљубљена.
Хоће ли се исплатити Хавијерова жеља да напусти свето занимање због љубави према Наталији, онда када престане да важи закон ћутања и сазна се да је Фернандо у ствари невин?

## Улоге
| Глумац:            | Улога:            |
| ------------------ | ----------------- |
| Флора Мартинез     | Наталија Агире    |
| Хосе Анхел Љамас   | Хавијер Кастро    |
| Родриго де ла Роса | Фернандо Карденас |
| Ђули Гилиберти     | Магдалена Агире   |
| Хоакин Херардо     | Педро             |
| Исабела Камил      | Хулија            |
| Мара Кроато        | Исабел            |
| Хуан Пабло Гамоа   | Леополдо          |
| Моника Лопера      | Адела             |
| Луми Кавазос       | Клеменсија        |
| Хулио Брачо        | Анхел             |
| Омар Фјеро         | Франциско         |
| Лиз Галлардо       | Мануела           |
| Елијана Александер | Ампаро            |
| Чела Аријас        | Клотилде          |
| Хосе Бардина       | Артуро            |
| Кора Кардона       | Мерседес          |
| Алехандро Чабан    | Томас             |
| Рогер Куднеј       | Мејер             |
| Мерлон Лара        | Џими              |
| Маурисе Рипке      | Сата              |
| Фернанда Ромеро    | Вирхинија         |
| Серхио Ромеро      | Себастијан        |
| Лилијан Тапија     | Гвадалупе         |
| Хенри Зака         | Луис Алберто      |
| Каролина Венгоеча  | Џенифер Гонзалез  |